# 上田広美
上田 広美（うえだ ひろみ、1966年2月 - ）は、日本の言語学者。東京外国語大学総合国際学研究院（言語文化部門・文化研究系）教授。専門は、カンボジア語学。

## 略歴
- 1988年3月　東京外国語大学外国語学部フランス語学科卒業
- 1995年3月　東京外国語大学大学院地域文化研究科博士前期課程修了
- 1997年3月　東京外国語大学大学院地域文化研究科博士後期課程中退
- 1997年4月　東京外国語大学外国語学部 助手
- 1999年4月　同 講師
- 2003年4月　同 助教授
- 2009年4月　東京外国語大学総合国際学研究院 准教授（言語文化部門・言語研究系、大学院重点化に伴う配置換え）
- 2021年4月　同 教授

## 著書
- 『 CDエクスプレス カンボジア語』、白水社、2002年
- 『カンボジア 王の年代記』、編、明石書店、608、2006年
- 『カンボジアを知るための60章』、共編著、明石書店、2006年